# Умео (комуна)
Комуна Умео (швед. Umeå kommun) — адміністративно-територіальна одиниця місцевого самоврядування, що розташована в лені Вестерботтен у північній Швеції на узбережжі Ботнічної затоки.
Умео 39-а за величиною території комуна Швеції. Адміністративний центр комуни — місто Умео.

## Населення
Населення становить 116 891 чоловік (станом на вересень 2012 року). 
| Кількість населення комуни Умео за 1970-2010 роки | Кількість населення комуни Умео за 1970-2010 роки | Кількість населення комуни Умео за 1970-2010 роки | Кількість населення комуни Умео за 1970-2010 роки | Кількість населення комуни Умео за 1970-2010 роки |
| ------------------------------------------------- | ------------------------------------------------- | ------------------------------------------------- | ------------------------------------------------- | ------------------------------------------------- |
| Рік                                               |                                                   |                                                   | Населення                                         |                                                   |
| 1970                                              | 1970                                              |                                                   | 69 547                                            | 69 547                                            |
| 1975                                              | 1975                                              |                                                   | 75 290                                            | 75 290                                            |
| 1980                                              | 1980                                              |                                                   | 81 088                                            | 81 088                                            |
| 1985                                              | 1985                                              |                                                   | 85 108                                            | 85 108                                            |
| 1990                                              | 1990                                              |                                                   | 91 258                                            | 91 258                                            |
| 1995                                              | 1995                                              |                                                   | 101 337                                           | 101 337                                           |
| 2000                                              | 2000                                              |                                                   | 104 512                                           | 104 512                                           |
| 2005                                              | 2005                                              |                                                   | 110 758                                           | 110 758                                           |
| 2010                                              | 2010                                              |                                                   | 115 473                                           | 115 473                                           |
| Джерело: SCB                                      |                                                   |                                                   |                                                   |                                                   |

## Населені пункти
Комуні підпорядковано 20 міських поселень (tätort) та низка сільських, більші з яких:
- Умео (Umeå)
- Гольмсунд (Holmsund)
- Севар (Sävar)
- Гернефорс (Hörnefors)
- Ребек (Röbäck)
- Оббула (Obbola)
- Ерсмарк (Ersmark)
- Тефтео (Täfteå)
- Томтебу (Tomtebo)

## Міста побратими
Комуна підтримує побратимські контакти з такими муніципалітетами:
- Комуна Гарстад, Норвегія
- Вааса, Фінляндія
- Гельсінгер, Данія
- Петрозаводськ, Росія
- Вюрцбург, Німеччина
- Саскатун, Канада
- Ланьчжоу, Китайська Народна Республіка

## Галерея

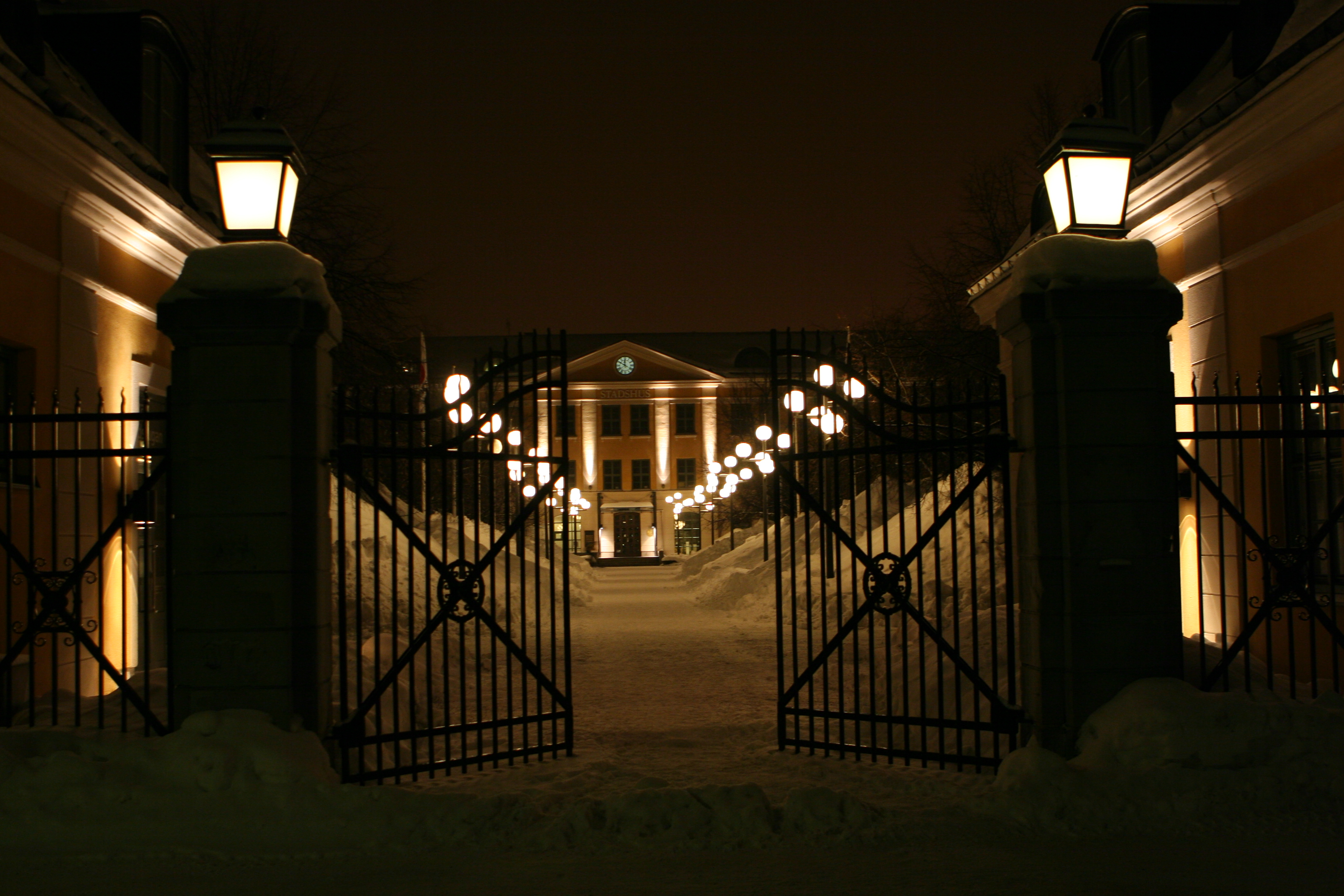
Ратуша (Умео)
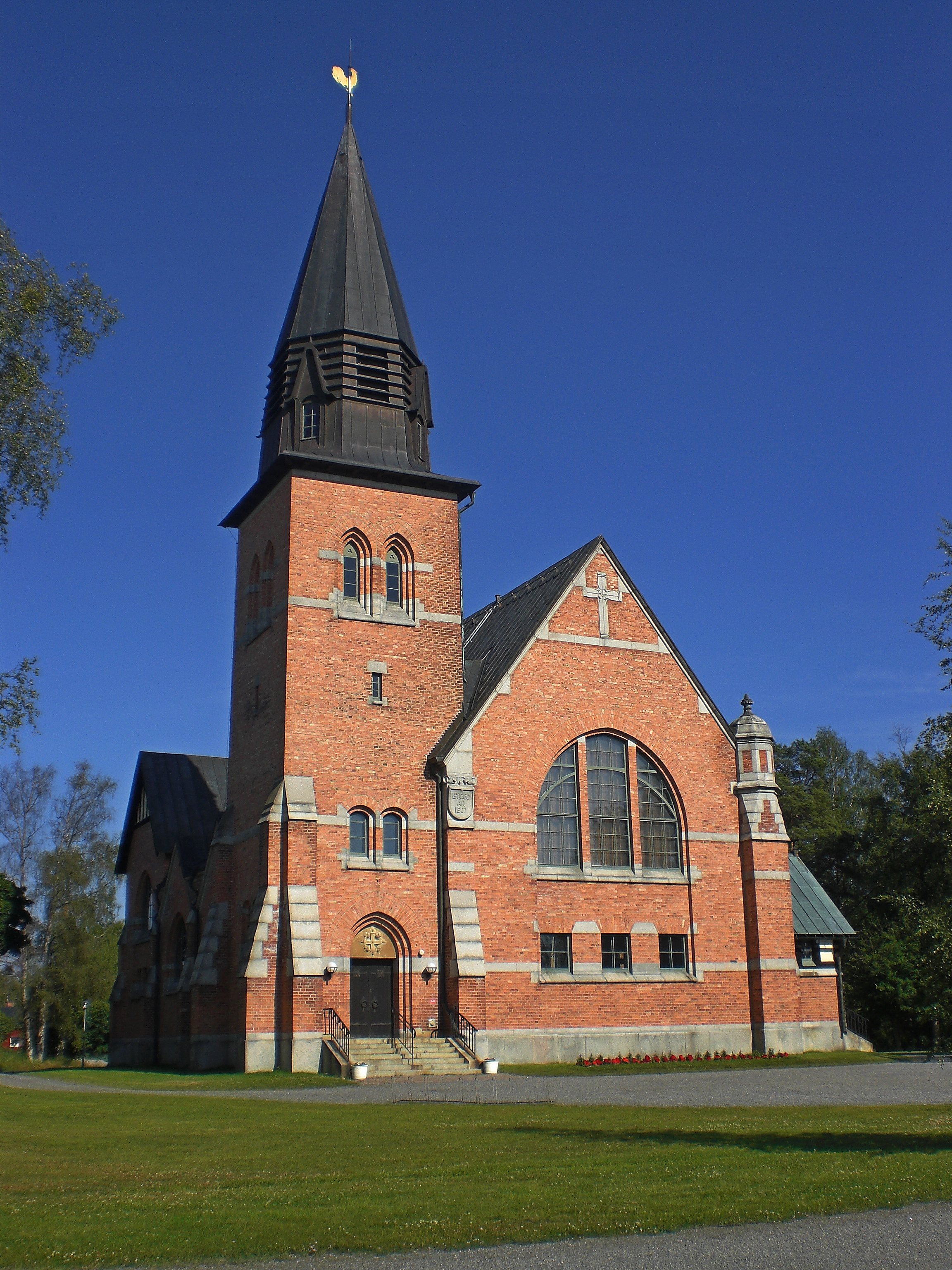
Церква (Гернефорс)
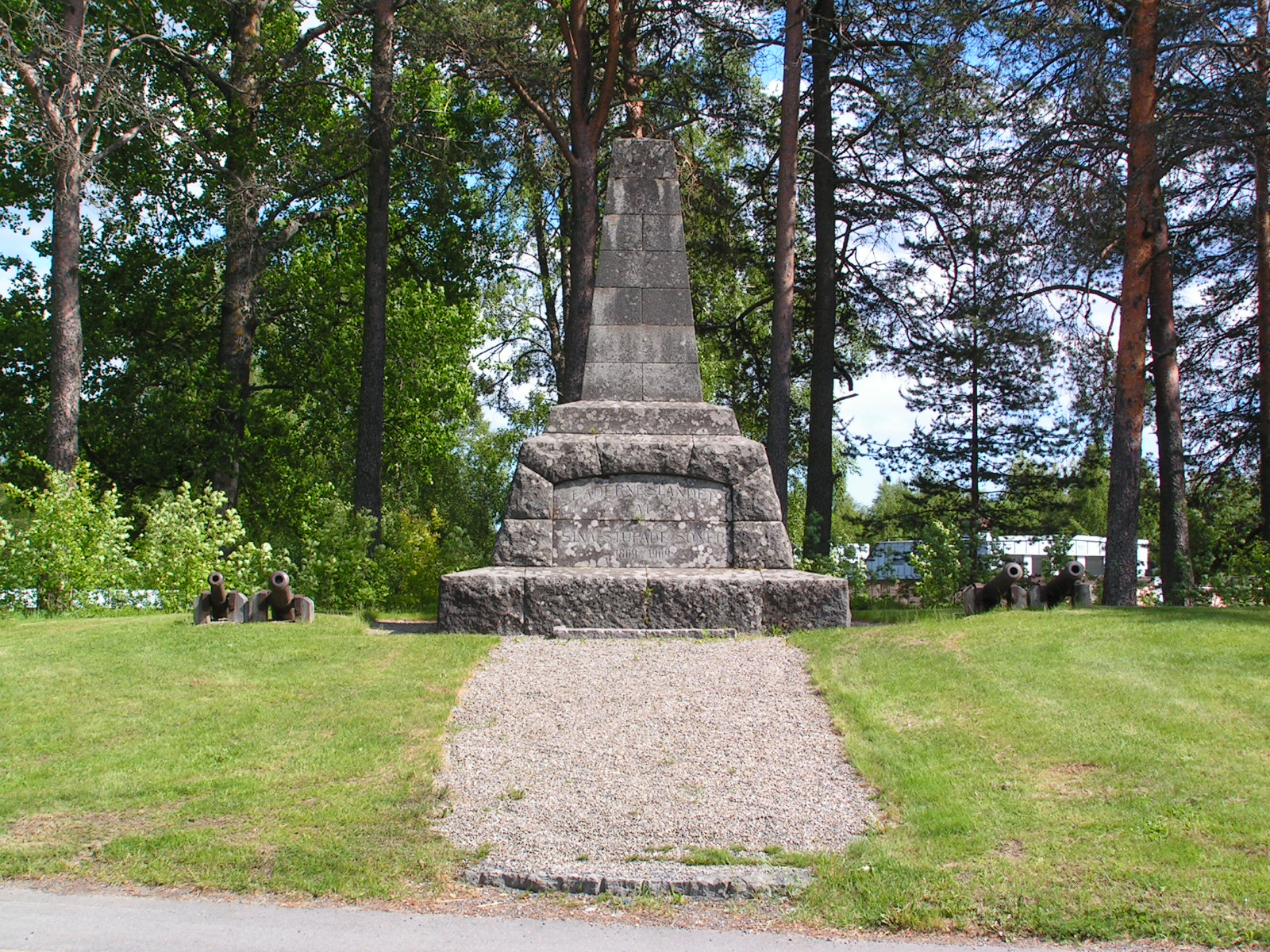
Військовий меморіал у Севарі
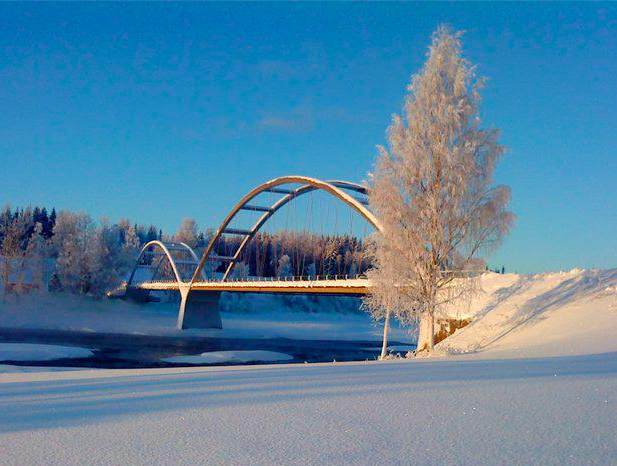
Міст через річку Віндель

## Виноски
1. ↑  (unspecified title) — 1979. — ISBN 91-38-04622-9
2. ↑  (unspecified title)
3. ↑  (unspecified title)
4. ↑  (unspecified title) — 1972.
5. ↑  Folkmangd i riket, lan och kommuner (шв.) . Центральне бюро статистики Швеції. Архів оригіналу за 20 серпня 2013. Процитовано 12 лютого 2013.